# Тетракетондиоксан
Тетракетондиоксан (или 1,4-диоксан-2,3,5,6-тетрон) — это органическое соединение с формулой C4O6. Оксид углерода, который может быть рассмотрен как четырежды кетон диоксана. Он может так же быть рассмотрен как циклический димер оксирандиона (C2O3).
В 1998 году Паоло Страццолини и соавторы получили это вещество путём реакции хлорида (COCl)2 или бромида оксалила (COBr)2 с суспензией оксалата серебра (Ag2C2O4) в диэтиловом эфире при −15 °C, и последующим испарением растворителя при низких температуре и давлении. Вещество устойчиво тогда, когда оно растворено в эфире и хлороформе при −30 °C, но разлагается с образованием смеси оксидов углерода (II) и (IV) при 0 °C. Устойчивость и конформации молекулы были также проанализированы теоретическими методами.